# 平澤みちこ
平澤みちこ（ひらさわ みちこ、旧芸名 細越 みちこ ほそこし みちこ、1979年10月22日 - ）は、日本の女優、声優。千葉県出身。演劇集団 円所属。習志野高等学校卒業。
主に舞台女優として活動するが、声優としての活動なども行う。

## 出演

### テレビドラマ
- 医局派遣医 藪仁平（2003年）岡部香澄
- ダムド・ファイル（2003年）霊
- 本当と嘘とテキーラ（2008年）
- 刺客請負人（2008年）
- 怪物くん（2010年）
- ニセ医者と呼ばれて 〜沖縄・最後の医介輔〜（2010年）
- 天才刑事・野呂盆六（2011年）神部
- 特命戦隊ゴーバスターズ（2012年）桜田ミチコ

### ラジオドラマ
- FMシアター（NHK-FM）
  - 『ひかりの子たち』（2020年7月4日）[3]
  - 『ｉ²－アイノジジョウ』（2021年10月16日）[4]
  - 『ふたりのソナタ』（2024年2月3日）[5]
  - 『リーチ』（2024年12月7日）[6]

### オリジナルビデオ
- 帰ってきた特命戦隊ゴーバスターズVS動物戦隊ゴーバスターズ（2013年）桜田ミチコ

### 舞台
- 革命の林檎 （Four Crows、2004年）
- パイがいっぱい スパイもいっぱい （シアターX＋演劇集団円、2004年）
- 梅津さんの穴を埋める （演劇集団円、2005年）
- ファウスト（演劇集団円、2006年7月）
- ナカヨシ（green flowers、2008年4月）
- 初夜と蓮根（演劇集団円、2009年5月14〜27日）
- 2010億光年（東京芸術劇場、2010年5月22日〜30日）
- カシオペアの丘で（演劇集団円、2011年4月15日〜28日）
- 「カントリー・ミュージック」（2004）“サイモン・スティーヴンスを読む”（演劇集団円　2011年10月14日、15日）

### テレビアニメ
- シムーン（2006年）カイム
- ARIA The ORIGINATION（2008年）ベテランのシングル

### ゲーム
- シムーン 異薔薇戦争 〜封印のリ・マージョン〜（2007年）カイム

### ドラマCD
- Simoun CDドラマ『嗚呼、麗しの派遣OL なぜなんだシムーン株式会社』（2006年）カイム

### 吹き替え

#### 映画
- ユア・マイ・サンシャイン（2006年）
- 必殺処刑人 リベンジ（2007年）カリダ
- サルバドールの朝（2007年）マルガリータ
- ラストヒットマン（2008年）ラクエル
- 戦場からの脱出（2009年）
- ワン・デイ 23年のラブストーリー（2012年）シルヴィー

#### ドラマ
- ありがとうございます Thank you for the miracle（ソ・ウニ）
- ER緊急救命室
  - シーズン10 #3（ソーファン〈スーザン・オー〉）
  - シーズン15 #3（リリー〈エミリー・シュワイツ〉）
- WITHOUT A TRACE/FBI 失踪者を追え!

#### アニメ
- ストレンジ・ワールド/もうひとつの世界（2022年）[7]